# Odganjalo
Odganjalo ali repelent je kemična snov, ki odganja živa bitja, predvsem žuželke.

## Primeri odganjal za žuželke
- iz lubja breze pridobljen katran, ki se v kombinaciji z oljem (np. ribjim) v razmerju 1 : 1 tradicionalno uporablja na koži kot odganjalo za komarje[2][3]
- DEET (N,N-dietil-m-toluamid)
- dišavno olje  limonovega evkalipta (Corymbia citriodora) in njegove učinkovina p-mentan-3,8-diol (PMD)
- ikaridin, znan tudi kot pikaridin
- nepetalakton
- olje limonske trave (imenovano tudi citronela)
- permetrin
- olje indijske melije (Azadirachta indica)
- mirta (Myrica gale)
- dimetill karbat
- triciklodecenil alil eter, spojina, ki se pogosto nahaja v parfumih[4][5]
- IR3535 (etilni ester 3-[N-butil-N-acetil]-aminopropionske kisline)